# Pfakofen
Pfakofen település Németországban, azon belül Bajorországban. Lakosainak száma 1688 fő (2023. december 31.).

## Népesség
A település népessége az elmúlt években az alábbi módon változott:
| Lakosok száma | 203  | 769  | 729  | 1084 | 1571 | 1604 | 1628 | 1612 | 1680 | 1688 |
|               | 1875 | 1950 | 1975 | 1987 | 2012 | 2014 | 2016 | 2017 | 2021 | 2023 |